# Retjitsa
Retjitsa (bulgariska: Речица) är ett distrikt i Bulgarien.   Det ligger i kommunen Obsjtina Ruen och regionen Burgas, i den östra delen av landet, 300 km öster om huvudstaden Sofia.
Omgivningarna runt Retjitsa är en mosaik av jordbruksmark och naturlig växtlighet. Runt Retjitsa är det ganska glesbefolkat, med 47 invånare per kvadratkilometer.